# Pip (South Park)
Pour les articles homonymes, voir PIP.
Pip est le quatorzième épisode de la quatrième saison de la série animée South Park, ainsi que le 62e épisode de l'émission.

## Synopsis
Pip, un jeune et pauvre orphelin, trouve un travail consistant à jouer avec une « jolie mais offensante » petite fille. Après des études pour devenir gentilhomme, il revient pour demander la main de la belle, mais découvre le plan machiavélique de la mère de l'enfant...

## Artiste invité
- Malcolm McDowell, le narrateur (doublé en français en voix « artiste invité » par Marc Cassot).